# Diecezja Meerut
Diecezja Meerut – diecezja rzymskokatolicka w Indiach. Została utworzona w 1956 z terenu archidiecezji Agra.

## Ordynariusze
1. Giuseppe Bartolomeo Evangelisti, O.F.M.Cap. † (1956–1973)
2. Patrick Nair (1974–2008)
3. Francis Kalist (2008–2022)
4. Bhaskar Jesuraj (od 2024)